# Orquestra Sinfônica de Porto Alegre
L'Orquestra Sinfônica de Porto Alegre, nota anche come OSPA, è un'orchestra sinfonica con sede a Porto Alegre, in Brasile. Fu fondata nel 1950 sotto la direzione del direttore d'orchestra ungherese Pablo Komlós. Dal gennaio 1965 è stata sostenuta dal governo dello Stato.
Un coro sinfonico è integrato con l'orchestra in alcune presentazioni.
L'orchestra oggi comprende circa 100 musicisti professionisti.

## Presidenti della Fondazione OSPA
- 1950/1952 - Luis Fontoura Júnior
- 1952 - João Pio de Almeida
- 1952/1972 - Moisés Vellinho
- 1972/1975 - Jorge Alberto Jacobus Furtado
- 1975/1981 - Osvaldo Goidanich
- 1981/1983 - Daniel Ioschpe
- 1983 - José Mariano da Rocha
- 1983/1991 - Ivo Nesralla
- 1991/ 1995 - Carmem Pinto
- 1995/1998 - Ludwig Buckup
- 1999/maggio 2001 - Luis Osvaldo Leite
- giugno/luglio 2001 - Flávio Oliveira
- agosto/2001 - Arnaldo Campos da Cunha
- 2003 - Ivo Nesralla

## Direttori artistici dell'OSPA
- 1950/1978 - Pablo Komlós
- 1978/1980 - David Machado
- 1981/1987 - Eleazar de Carvalho
- Ottobre 1987 / novembre 1989 - Flávio Chamis
- 1990 / luglio 1991 - Tulio Belardi e Arlindo Teixeira
- Agosto 1991 / marzo 1992 - Eleazar de Carvalho
- Settembre 1992 / ottobre 1993 - David Machado
- 1995/1998 - Cláudio Ribeiro
- 1999 / maggio 2001 - Tiago Flores
- Maggio 2001/2002 - Ion Bressan
- 2003/2010 - Isaac Karabtchevsky
- 2010 / 2014- Tiago Flores
- 2015 / corrente - Evandro Matté

## Amministratori

### Amministratori assistenti
- 1952 / 1978 - Salvador Campanella
- 1974 / 1992 - Arlindo Teixeira
- 1975 / 2004 - Tulio Belardi
- Desde 2005 - Manfredo Schmiedt

### Amministratori ausiliari
- 1976 / 1995 - Alfred Hülsberg
- 1968 / 1992 - Nestor Wennholz

## Premi e nomination

### Premio delle Azzorre
| Ano  | Categoria               | Indicazione | Risultato   |
| ---- | ----------------------- | --- | ----------- |
| 1998 | Disco de Música Erudita | Música Nova do Rio Grande do Sul                                                                                | Candidato/a |
| 2010 | Espetáculo do Ano       | 20º Concerto Oficial comemorativo aos 60 anos da Ospa - 9ª Sinfonia de Beethoven - Regência Isaac Karabtchevsky | Candidato/a |
| 2014 | Espetáculo do Ano       | Chimango - O Musical (com Arthur Barbosa)                                                                       | Candidato/a |
| 2015 | Espetáculo do Ano       | O Grande Encontro - 3ª Edição - Música dos Gaúchos (OSPA e vários artistas)                                     | Candidato/a |